# Christian Rodriguez
Pour le footballeur uruguayen, voir Cristian Rodríguez. Pour le cycliste espagnol, voir Cristian Rodríguez (cyclisme). Pour les homonymes, voir Rodríguez.
Christian Rodriguez, né le 11 janvier 1964 à Mayenne (Mayenne), est un militaire français.
Général d'armée, il est directeur général de la Gendarmerie nationale du 1er novembre 2019 au 29 septembre 2024, après en avoir été le major général du 1er septembre 2016 au 31 octobre 2019.

## Biographie

### Formation
Christian Rodriguez est, entre autres, diplômé de l’École spéciale militaire de Saint-Cyr (promotion Lieutenant-colonel Gaucher, 1983-1986), de l’École des officiers de la Gendarmerie nationale de Melun et du Collège interarmées de Défense.

### Carrière militaire
Après sa formation à l'École des officiers de la Gendarmerie nationale (EOGN) de Melun, il commande un peloton à l’escadron de Dijon en 1987. En 1990, il est nommé commandant de l’escadron de gendarmerie mobile de Thionville (Moselle). Il devient commandant de la compagnie de gendarmerie départementale de Pornic en 1993.
Il fait ensuite un passage dans l'administration centrale de la gendarmerie. Après avoir occupé le poste de chef de la section officiers au bureau de la formation du service des ressources humaines à la direction générale de la gendarmerie nationale (1996), il est admis au collège interarmées de défense en 1998. En 1999, il est nommé officier chargé d’études au centre de prospective de la gendarmerie nationale.
En 2002, il devient adjoint au commandant du groupement de la Haute-Savoie avant de devenir, en 2003, titulaire de plein exercice de ce commandement. Promu colonel le 1er septembre 2005, il est nommé chargé de mission au cabinet du directeur général de la gendarmerie nationale en 2006.
Nommé commandant de la région de gendarmerie de Corse en 2010, il est promu général de brigade le 1er juin 2013,.
Il est également nommé conseiller du ministre de l'Intérieur en 2013,.
Il est promu général de division le 1er février 2016 avec maintien dans ses fonctions.
Les rang et appellation de général de corps d'armée lui sont conférés le 1er septembre 2016, date à laquelle il est nommé major général de la Gendarmerie nationale.

### Directeur général de la gendarmerie nationale
Le 30 octobre 2019, Christian Rodriguez est nommé en conseil des ministres directeur général de la Gendarmerie nationale et élevé aux rang et appellation de général d'armée au 1er novembre 2019,.
Il fait son adieu aux armes dans la cour d'honneur des Invalides à Paris le 23 septembre 2024, lors d'une cérémonie coprésidée par Bruno Retailleau, ministre de l'Intérieur, et Sébastien Lecornu, ministre des Armées,,.
Il quitte ses fonctions le 29 septembre 2024.

## Décorations
|  |  |  |  |
|  |  |  |  |
|  |  |  |  |
|  |  |  |  |

### Intitulés
- Grand officier de l'ordre national de la Légion d'honneur en 2023[14]  (commandeur en 2020[15], officier en 2017[16], chevalier en 2004[17]).
- Officier de l'ordre national du Mérite en 2012[18] (chevalier en 1999[19]).
- Médaille de la Gendarmerie nationale.
- Médaille de la Défense nationale, échelon bronze, avec 1 agrafe.
- Médaille de la sécurité intérieure, échelon or, avec agrafe « Gendarmerie nationale » (2020)[20].
- Médaille de la Jeunesse et des Sports, échelon bronze.
- Médaille de la protection militaire du territoire, avec 1 agrafe.
- Médaille d'honneur de l'engagement ultramarin, échelon or (à titre exceptionnel, 2024)[21]
- Croix d'argent de l'ordre du mérite de la Garde Civile (es)[22].
- Croix d'or de l'ordre du mérite de l'Arme des Carabiniers (it)[23],[24].
- Commandeur de l'Ordre national du Lion du Sénégal[25].
- Première classe de la Médaille de D. Nuno Alvares Pereira - Mérite de la Garde Nationale Républicaine (pt)[26].

## Sources et liens externes
La section "Biographie" de cet article est basé sur une biographie publiée sur le site web de l'Association d'Aide aux Membres & Familles de la Gendarmerie (AAMFG - voir lien ci-dessous).
- biographie publiée sur le site de l'AAMFG